# Pierre Bordreuil
Pierre Bordreuil, né le 28 août 1937 à Alès et mort le 13 novembre 2013 dans le 18e arrondissement de Paris, est un universitaire français qui fut professeur à l'Institut d'études sémitiques du Collège de France à Paris et chercheur émérite du CNRS.

## Biographie
Bibliste, historien et épigraphiste, il était membre du Laboratoire des Études sémitiques anciennes, CNRS-Collège de France.
Pierre Bordreuil a participé pendant plus de trente ans aux campagnes de fouilles de sites archéologiques en Syrie. Notamment, il était membre de la mission française de Ras Shamra-Ougarit depuis 1971 et responsable de l'équipe épigraphique de cette mission entre 1977 et 2008. Il était également membre de la mission archéologique de Ras Ibn Hani depuis 1977.

## Écrits
- coauteur avec Françoise Briquel-Chatonnet de Le Temps de la Bible, préface de Javier Teixidor, 464 pages sous couv. ill., 108 × 178 mm. Collection Folio histoire (No 122) (2003), Gallimard -etu.  (ISBN 2-07-042417-0).
- coauteur avec Dennis Pardee, d'un Manuel de la langue ougaritique, Geuthner (2004) : 1- Grammaire / Fac Similés  (ISBN 2-7053-3753-9); 2- Choix de textes / Glossaire, CD-Rom  (ISBN 2-7053-3754-7)